# دارن دایکس
دارن دایکس (انگلیسی: Darren Dykes؛ زادهٔ ۲۸ آوریل ۱۹۸۱) بازیکن فوتبال اهل بریتانیا است.
از باشگاه‌هایی که در آن بازی کرده‌است می‌توان به باشگاه فوتبال لینکولن سیتی، باشگاه فوتبال نیوپورت پنیول یونایتد، باشگاه فوتبال سوئیندون تاون، و باشگاه فوتبال باکینگهام تاون اشاره کرد.